# Tenuopus kononenkoi
Tenuopus kononenkoi är en tvåvingeart som beskrevs av Grichanov 1996. Tenuopus kononenkoi ingår i släktet Tenuopus och familjen styltflugor. Inga underarter finns listade i Catalogue of Life.